# Oppenheim
Pour les articles homonymes, voir Oppenheim (homonymie).
Oppenheim est une ville du Land de Rhénanie-Palatinat (Rheinland-Pfalz) sise au bord du Rhin, à mi-chemin entre Mayence (Mainz) et Worms. La ville est située à la EuroVéloroute EV15 (Véloroute Rhin de la source du Rhin à Rotterdam).

## Histoire
Les Romains y fondèrent un camp, le site étant une place stratégique idéale. Des hauteurs de la ville, le regard embrasse la vallée du Rhin, de Mannheim à Francfort-sur-le-Main. Quelques traces de la présence romaine ont été conservées dans les sous-sols de la ville. La colline fut percée de galeries au Moyen Âge qui servirent de caves à vivres et de refuges. Pendant la Seconde Guerre mondiale, une partie fut transformée en bunker par l'administration.
Oppenheim devint ville impériale de la ligue du Rhin au XIIIe siècle. Il y avait une imprimerie depuis 1610 jusqu'à 1620, dont les ouvrages sont très rares. Cette ville n'offre plus à présent rien d'intéressant pour le voyageur qu'une des plus belles anciennes églises, dédiée à Ste Catherine. Il y en a une autre plus ancienne encore, mais moins remarquable. C'est l'ancienne église luthérienne, autrefois paroisse St Sébastien qui date du tems des Carlovingiens. On dit que l'hôpital fut une maison des Templiers.
On remarque aussi les ruines de l'ancien célèbre château Landskron et la place où selon l'ancienne tradition Gustave Adolphe sur une porte de grange pour passer le Rhin.

### Passages de Rhin à Oppenheim
L'histoire dit qu'il passa le Rhin dans une nacelle et la colonne des Suédois à la rive droite du Rhin désigne le lieu où il s'embarqua.
- Pendant la guerre de Trente Ans, duc Bernard de Saxe-Weimar sous Gustave II Adolphe de Suède passe le Rhin à Oppenheim.
- Pendant le blocus de Mayence, Jacob François Marola passa le Rhin le 1er brumaire, l'ennemi, après avoir forcé les lignes de Mayence.

Pendant la guerre de la Ligue d'Augsbourg, Ezéchiel de Mélac fit bombarder le château fort de Landskrone et la ville d'Oppenheim, le 31 mai 1689.
La ville devient un lieu de commerce important ; le passeport d'Oppenheim était très reconnu.
La ville fut dévastée et brulée à deux reprises par les Français sous Louis XIV, sur ordre de Charles-Louis d'Orléans, qui se serait écrié : « Le Palatinat doit brûler ! » ; pour cette raison, elle ne comporte aujourd'hui que peu de bâtiments anciens importants, hormis la cathédrale qui fut épargnée.

## Musées
- Musée allemand de la Viticulture[1]

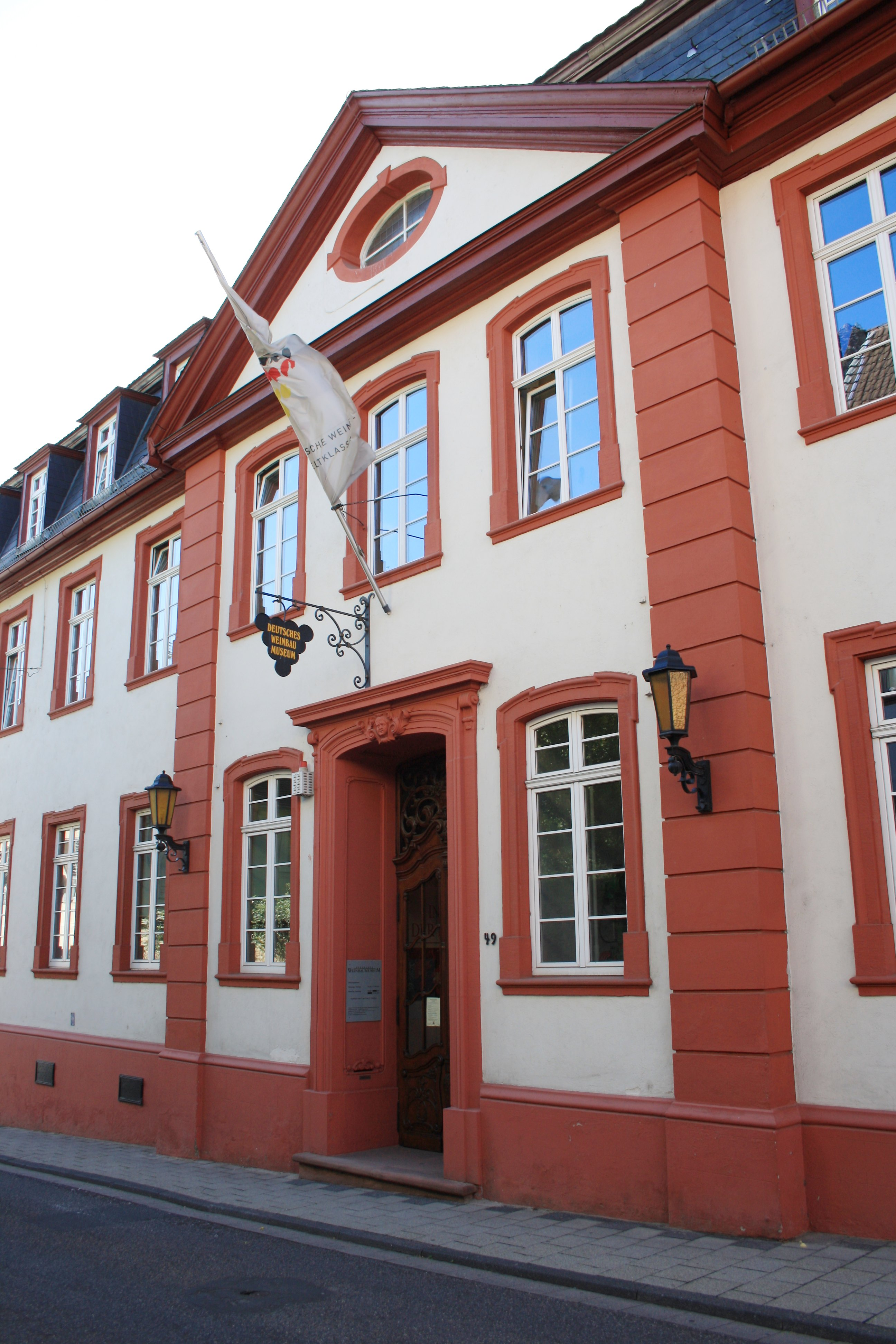
Musée allemand de la Viticulture

Le musée présentée une collection impressionnante de pièces provenant des 13 régions viticoles d'Allemagne sur le Viticulture en Allemagne.

## Jumelages
- Givry (Saône-et-Loire) (France), dans la région de Bourgogne-Franche-Comté
- Adnet (Autriche)
- Werder (Havel) (Allemagne)
- Calp (Espagne)
- Sant'Ambrogio di Valpolicella (Italie)

## Personnalités
- Jean de Dalberg (1455-1503), évêque de Worms et Chancelier de l'Université de Heidelberg
- Jakob Steffan (1888-1957), était un homme politique
- Paul Wallot (1841-1912), architecte du palais du Reichstag de Berlin
- Friedrich Ludwig Koch, (1786-1865), pharmacien